# Gil Bahia
Gilmerson dos Santos Mota, meglio noto come Gil Bahia (Salvador, 27 febbraio 1992), è un calciatore brasiliano, difensore svincolato.

## Carriera
Ha giocato nella prima divisione dei campionati brasiliano, rumeno e tunisino.

## Palmarès

### Club

#### Competizioni statali
- Campionato Mineiro: 1

Cruzeiro: 2011